# Potencjalna roślinność naturalna
Potencjalna roślinność naturalna – wyraża hipotetyczny stan końcowego, granicznego stadium sukcesji roślinności na danym terenie, możliwy do osiągnięcia w momencie gdyby naturalne tendencje rozwojowe roślinności mogły się w pełni zrealizować w wyniku ustania antropopresji oraz naturalnych czynników destrukcyjnych.